# Чариар
Чариар (чари, ака-кари, англ. Chariar, Chari, Aka-Kari) — один из андаманских языков. Относился к северной подгруппе большой андаманской группы андаманской языковой семьи. Был распространён среди племени ака-чариар, проживавшего на северной части Андаманских островов (территория Индии).

## История
Язык чариар, как и другие андаманские языки, имеет древнюю историю, уходящую вглубь тысячелетий. Носители языка — коренное население Андаманских островов, которое, согласно генетическим исследованиям, изолированно проживало на архипелаге не менее 30-40 тысяч лет.
Первое задокументированное упоминание о племени ака-чариар и их языке относится к британским колониальным отчётам конца XIX века. В то время число носителей оценивалось примерно в 200-300 человек.
В XX веке произошло резкое сокращение численности коренного населения Андаманских островов, вызванное:
- Эпидемиями завезённых болезней (оспа, корь, грипп)
- Вытеснением с традиционных территорий
- Ассимиляцией с пришлым населением

К началу XXI века носителей языка оставалось менее десяти. Последним носителем была женщина по имени Личо (Licho), скончавшаяся от хронического туберкулёза 4 апреля 2020 года в поселении Шадипур (Shadipur) близ города Порт-Блэр. С её смертью язык чариар официально признан вымершим.

## Лингвистические особенности
Как и другие языки большой андаманской группы, чариар характеризуется:
- Сложной фонологической системой с наличием ретрофлексных и палатальных согласных
- Агглютинативной морфологией
- Развитой системой префиксов и суффиксов
- Особой системой счисления (базируется на анатомических терминах)
- Обширной лексикой для описания природных явлений, флоры и фауны Андаманских островов

### Фонетика
В языке чариар насчитывалось около 24-26 согласных фонем и 6 гласных. Для языка характерны:
- Наличие глоттализованных согласных
- Различение назализованных и неназализованных гласных
- Тональность (предположительно два тона)

### Грамматика
Основные грамматические особенности:
- Порядок слов SOV (субъект-объект-глагол)
- Широкое использование инкорпорации (включение именных основ в глагольные формы)
- Богатая система пространственных и временных дейктических элементов
- Отсутствие грамматической категории времени в европейском понимании; вместо этого — система аспектуальных маркеров

## Документация и исследования
Документация языка чариар крайне ограничена. Основные материалы были собраны:
- Э. Х. Мэном в конце XIX века (базовые словари и грамматические заметки)
- А. Р. Радклиффом-Брауном в начале XX века (этнографические описания с включением языковых данных)
- Проектом документации исчезающих языков Андаманских островов (AELD) в 1990-2010-х годах

В настоящее время доступны:
- Словарь примерно из 1500-2000 лексических единиц
- Ограниченное количество аудиозаписей (около 5-7 часов)
- Несколько задокументированных текстов (преимущественно мифы и традиционные истории)

## Культурный контекст
Язык чариар был тесно связан с традиционным образом жизни племени ака-чариар:
- Охота и собирательство в лесах Северного Андамана
- Рыболовство в прибрежных водах
- Сложная система родственных отношений
- Богатая мифология и устная традиция

Особенность языка — наличие специальных регистров речи:
- Повседневный язык
- Ритуальный язык для церемоний
- Специальный "лесной язык" для охоты

## Значение
Вымирание языка чариар представляет собой невосполнимую утрату для лингвистической науки и культурного наследия человечества. Этот язык:
- Был одним из последних представителей андаманской языковой семьи
- Представлял уникальную грамматическую и лексическую систему
- Отражал десятки тысяч лет независимого языкового развития
- Содержал богатые знания о флоре, фауне и экосистеме Андаманских островов